# 1942 en Lorraine
Chronologie de la Lorraine
- 1938
- 1939
- 1940
- 1941
- 1942
- 1943
- 1944
- 1945
- 1946

Cette page est une liste d'événements qui se sont produits durant l'année 1942 en Lorraine.

## Éléments de contexte
- Le Frontstalag 161 Nancy est en activité[1].

## Événements

### Février
- 4  et 5 février : la centrale électrique de l'usine d'Auboué est dynamitée par un groupe de franc-tireurs partisans[2],[3].

### Mai
- 8 mai  : le nancéien René Duchez vole les plans des fortifications Allemandes de la côte Normande entre Cherbourg et Honfleur. Ces informations ont permis de choisir la Normandie pour le débarquement du 6 juin 1944[4].

### Juillet
- 4 juillet au 4 août : après Paris, l’exposition Le Juif et la France est installée au Musée des Beaux-Arts de Nancy[5].
- Printemps : création de Lorraine, journal clandestin du mouvement du même nom[2].
- 18 juillet : des policiers préviennent les juifs de Nancy qu'une rafle est en préparation[2].
- 19 juillet : la rafle de Nancy du 19 juillet 1942 fait partie d'une vaste opération dite « Vent printanier » dont la rafle du Vélodrome d'Hiver à Paris, visant les Juifs étrangers ou apatrides. À Nancy, au lieu des 385 prévus, 18 Juifs furent arrêtés[6].
  - Le Temps de la désobéissance, téléfilm français de Patrick Volson relate ces événements.

### Août
- Août : les premiers véritables « Malgré-nous » sont incorporés de force par l'armée allemande[7].
- 4 août : la Jeunesses hitlériennes (Hitlerjugend) devient obligatoire pour les jeunes mosellans.
- 9 août : une ordonnance institue le service obligatoire dans la Wehrmacht pour les Mosellans.
- 19 août : le gauleiter Josef Bürckel, responsable de la Moselle annexée, promulgue l'ordonnance instituant le service militaire obligatoire pour les Mosellans. Il promulgue, dix jours plus tard, une seconde ordonnance portant sur l'octroi de la nationalité allemande aux Mosellans, qui rendit aussitôt applicable cette incorporation de force en Moselle[2].
- Bürckel déclare que les Lorrains qui ne se sentent pas allemands peuvent demander, avant le 5 septembre 1942, à être expulsés vers la France. Le nombre de demandes est tel que Bürckel se rétracte aussitôt, annonçant que les déportations se feront non vers la France mais vers la Pologne et que les réfractaires au service militaire seront envoyés en camp de concentration[8].

## Inscriptions ou classements aux titre des monuments historiques
- Église Notre-Dame-de-l'Assomption de Coussey[9]

## Naissances
- Horst Bayrhuber, né à Metz, pendant l'annexion allemande, est un biologiste allemand, spécialiste de la didactique de la biologie et de l'éducation à l'environnement.
- Reinhold Busch, médecin et historien allemand. Spécialiste de l'histoire des services de santé de la Wehrmacht, il a publié plusieurs ouvrages sur le sujet[10].
- Bernard Chartreux, dramaturge, metteur en scène, traducteur et acteur français, né à Dombasle-sur-Meurthe.
- Max Erben, né à Metz, musicien, chanteur et conteur allemand. Il s'est spécialisé dans la musique Yiddish d'Europe centrale et la musique folklorique traditionnelle.
- Roger Zanoni, né à Thionville en 1942, artiste contemporain français.
- 24 février à Corcieux : Georges Valance[11], journaliste et écrivain français.
- 2 mars à Lisle-en-Barrois : Gérard Philippot, mort le 29 août 2021 à Montfort-l'Amaury (Yvelines)[12],[13], dirigeant d'entreprise français.
- 4 mars à La Bresse : Gervais Poirot, mort le 5 juin 2008 à Gérardmer[14], est un skieur français. Il a représenté la France en combiné nordique lors des Jeux olympiques d'hiver de 1968.
- 13 mars à Metz[15] : Kurt Max Eger, chercheur en pharmacie et un enseignant universitaire allemand[16]. Il est l'auteur de très nombreux travaux scientifiques dans ce domaine[17].
- 17 mars à Metz : Hans Pizka, joueur de cor d'harmonie autrichien de renommée internationale.
- 6 mai à Nancy : Jean-Marie Cuny, écrivain régionaliste lorrain[18].
- 20 mai à Pompey : Hubert Haenel, mort le 10 août 2015 à Paris 15e, homme politique français, sénateur RPR puis UMP du Haut-Rhin, de 1986 à 2010. Il est de 2010 à sa mort, membre du Conseil constitutionnel.
- 19 juin à Metz : Frank-Lothar Hossfeld (décédé en 2015), théologien allemand. Auteur de nombreux ouvrages sur l'Ancien Testament, il était un spécialiste du Livre des Psaumes[19].
- 23 juin à Villerupt : Amélie Mirkowitch (ou Amélie Mirkowitch-Gastaldello après son mariage) , nageuse française[20]. Elle est surtout spécialiste de la brasse.
- 14 août à Metz : Dieter Lösgen, entraîneur national de l'équipe allemande de Ju-jitsu.
- 15 août à Avricourt : Matthieu Schneider, footballeur français.
- 23 septembre à Mercy-le-Bas : Daniel Ugolini, footballeur français. Il était attaquant.
- 4 octobre à Raon-l'Étape : Alain Devaquet, mort le 19 janvier 2018 à Villejuif, chimiste et homme politique français.
- 30 octobre à Verdun : Sophie Body-Gendrot, décédé le 21 septembre 2018 à Paris[21],[22], sociologue française.
- 5 novembre au Val-d'Ajol : Richard Rognet, poète français .
- 26 novembre à Nancy : Annick Chartreux, compositrice et pédagogue française .
- 14 décembre à Delme : Dieter Schuh, tibétologue.
- 18 décembre à Nancy : René Hodot, professeur de grec, spécialiste de dialectologie et du grec ancien, et, en particulier, des dialectes lesbiens (de l'île de Lesbos). Il est aujourd'hui professeur émérite, et membre, à ce titre, de l'association des émérites, EMERITES.LORRAINE[23].
- 25 décembre à Conflans-en-Jarnisy : Bernard Lhomme, footballeur français qui évoluait au poste d'arrière latéral.

## Décès

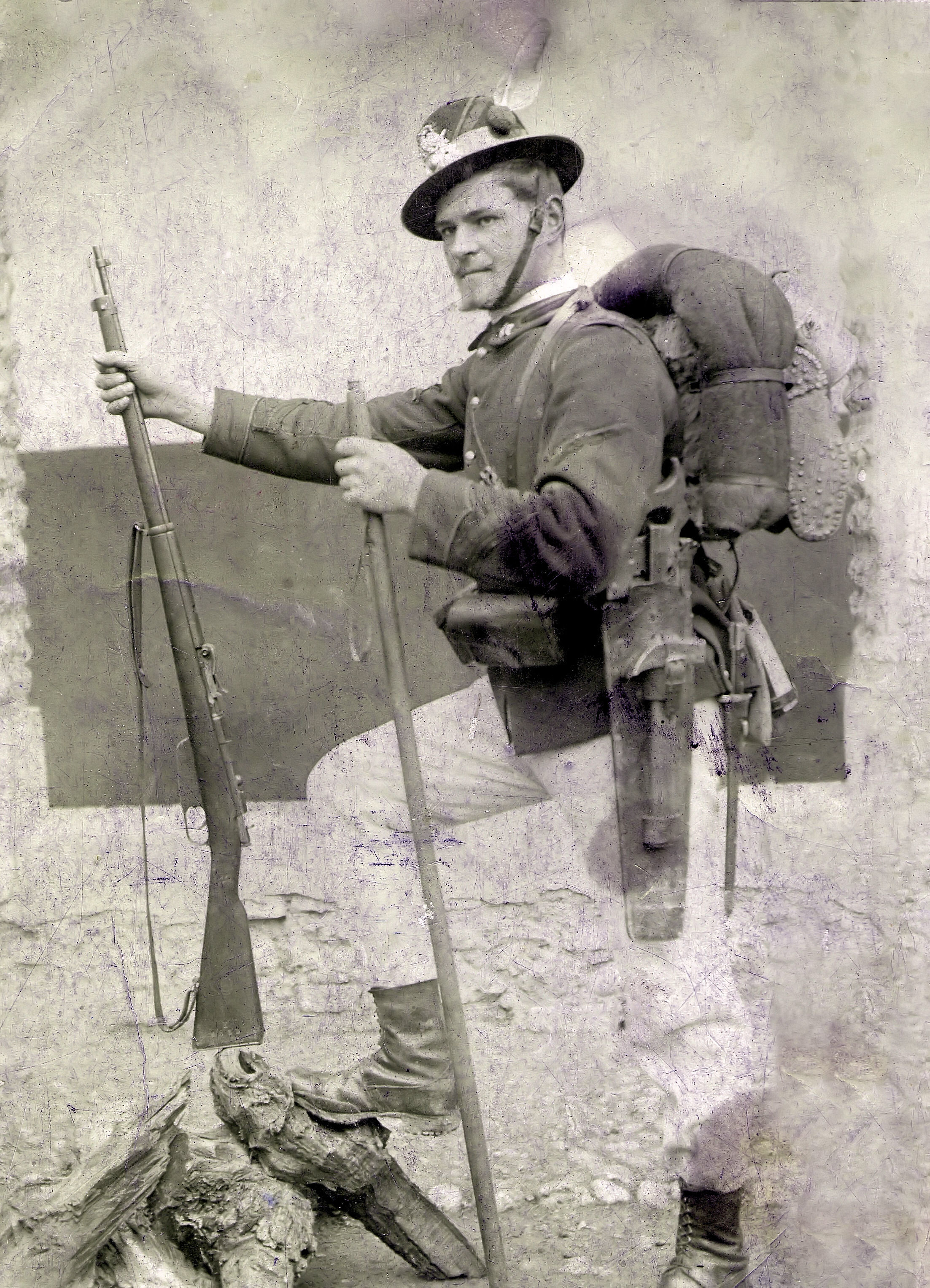
Louis Cobai (1885-1942) à Merano en 1915.

- 15 février à Vaudémont : Victor Guillaume, né le 7 mars 1880, à Tantonville en Meurthe-et-Moselle[24], peintre, graveur et lithographe français.
- 22 mars à Carling : Louis Cobai, (Luigi Cobai) né le 11 novembre 1885 à Monteaperta, alors commune de Platischis et actuellement commune de Taipana, région Frioul-Vénétie Julienne en Italie, maître d'œuvre, soldat et héros de la Première Guerre mondiale. Sa famille a donné son nom à la bourgade homonyme borgo Cobai de la localité de Monteaperta, province d'Udine (Italie). Une rue de la ville de Mudgeeraba de la province du Queensland en Australie porte également le nom de Cobai drive dédiée à Louis Cobai par ses descendants.
- 20 juillet à Nancy : Pierre Seyot, né le 3 mai 1876 à Chasné-sur-Illet (Ille-et-Vilaine), botaniste et mycologue français.
- 9 décembre à Nancy : Auguste Ramel, peintre décorateur né à Paris le 29 novembre 1864[25]. Il fut proche de l’École de Nancy.